# Colepidae
Famille
Les Colepidae sont une famille de Ciliés de la classe des Prostomatea et de l’ordre des Prostomatida ou des Prorodontida.

## Étymologie
Le nom de la famille vient du genre type Coleps, de coleps, articulation, peut-être en référence au « corps rond et tordu » de l'organisme.

## Description
Le genre type Coleps est un cilié ayant un corps en forme de tonneau entourés de plaques régulièrement disposées composées de carbonate de calcium.
Les espèces de Coleps peuvent mesurer entre 100 et 250 µm de long dans leur grand axe. En taxonomie, on les distingues par l'ornementation des plaques ectoplasmiques qui composent leur test. Celles-ci sont situées à l'extérieur des vésicules alvéolaires du cortex cellulaire et contiennent à la fois des composants organiques et inorganiques, ce dernier étant principalement du carbonate de calcium amorphe.
Ces espèces se nourrissent de bactéries, d'algues, de flagellés, de ciliés vivants et morts, de tissus animaux et végétaux. Elle utilisent des toxicystes, qui sont des organites contenant du poison, pour capturer leurs proies de sa zone buccale. Elles extrudent des structures en forme de tube pour injecter les toxicystes dans leur proie et attendre que celle-ci soit paralysée. Ces toxicystes, cependant, mettent environ de cinq à dix minutes pour être efficaces sur la proie des Coleps et il se sépare de la proie pendant ce temps. S'il y a de nombreux Coleps chassant la même proie, certains s'accrocheront à leur proie jusqu'à ce que les toxicystes deviennent efficaces et fragmentent la proie, ne consommant que quelques parties.

## Liste des genres
Selon GBIF (23 septembre 2022) :
- Apocoleps Chen, Warren & Song, 2009
- Baikalocoleps Obolkina, 1995
- Cercaria
- Coleps (en) Nitzsch, 1827 genre type
- Dictyocoleps
- Levicoleps Foissner, Kusuoka & Shimano, 2008
- Macrocoleps Obolkina, 1995
- Nolandia Small & Lynn, 1985
- Pinacocoleps
- Plagiopogon Stein, 1859
- Planicoleps Dragesco & Dragesco-Kernéis, 1991
- Reticoleps Foissner, Kusuoka & Shimano, 2008
- Tiarina Berg, 1881
- Tiarinella Obolkina, 1995

Selon le World Register of Marine Species (23 septembre 2022) :
- Coleps (en) Nitzsch, 1827
- Plagiopogon Stein, 1859
- Tiarina Berg, 1881

Quelques Colepidae
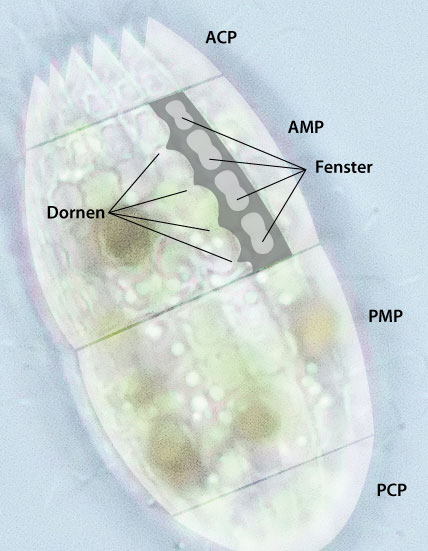
Schéma de Coleps avec ses plaques corollaires (ACP, PCP) et principales (AMP, PMP) antérieures et postérieures.
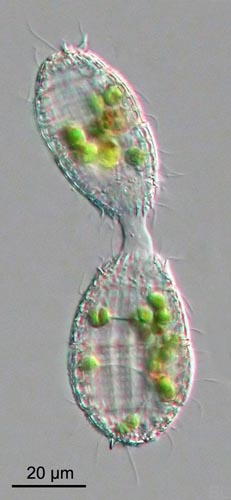
Conjugaison de deux Coleps sp. Les partenaires d'apparence similaire mais sexuellement distincts connectés par leurs extrémités, s'échangent du matériel génétique via un pont de plasma.
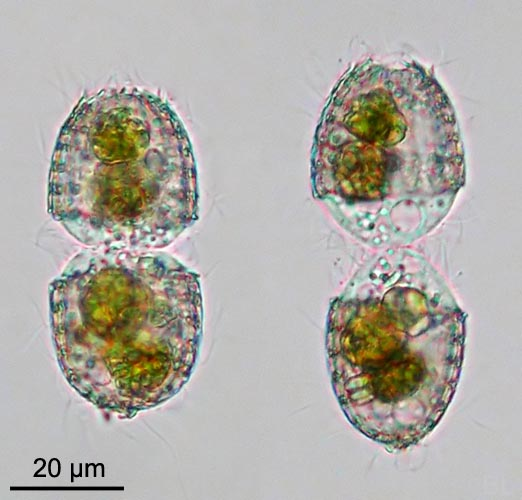
Coleps sp., phase précoce (gauche) et tardive (droite) de la division cellulaire
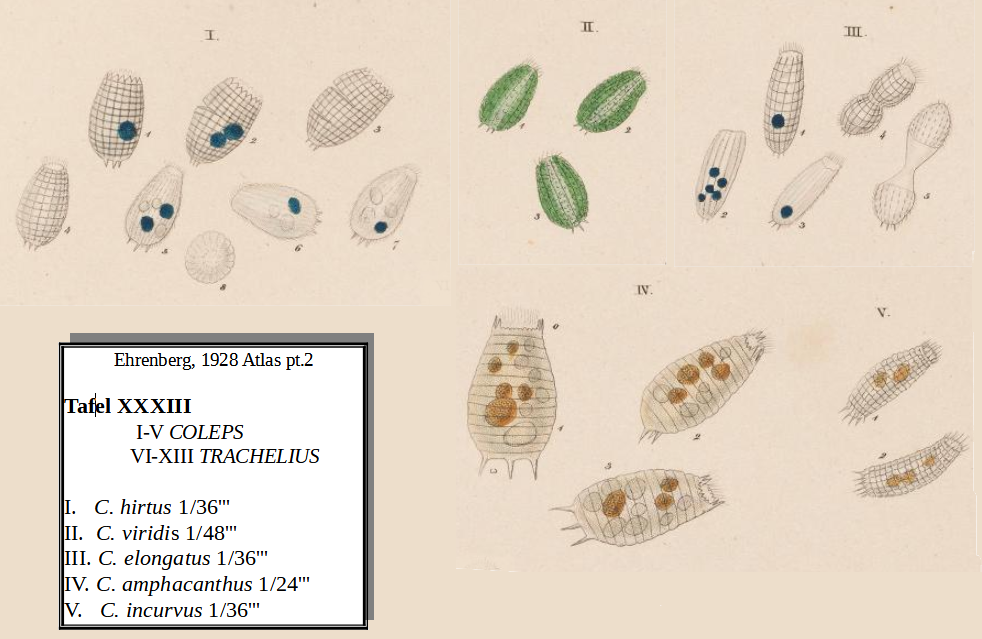
Divers Coleps d'après Ehrenberg 1838.

## Systématique
Le nom valide de ce taxon est Colepidae Ehrenberg, 1838.
Le World Register of Marine Species (23 septembre 2022) classe cette famille dans l'ordre des Prorodontida, GBIF (23 septembre 2022) dans l'ordre des Prostomatida.